# Іст-Гринвіч (Род-Айленд)
Іст-Гринвіч (англ. East Greenwich) — місто (англ. town) в США, в окрузі Кент штату Род-Айленд. Населення — 14 312 особи (2020).

## Демографія
Згідно з переписом 2010 року, у місті мешкало 13 146 осіб у 5022 домогосподарствах у складі 3586 родин. Було 5403 помешкання
Расовий склад населення:
| - 93,2 % — білих - 4,1 % — азіатів - 0,8 % — чорних або афроамериканців - 0,1 % — корінних американців |

До двох чи більше рас належало 1,4 %. Частка іспаномовних становила 1,7 % від усіх жителів.
За віковим діапазоном населення розподілялося таким чином: 26,1 % — особи молодші 18 років, 57,4 % — особи у віці 18—64 років, 16,5 % — особи у віці 65 років та старші. Медіана віку мешканця становила 44,6 року. На 100 осіб жіночої статі у місті припадало 91,2 чоловіків;  на 100 жінок у віці від 18 років та старших — 87,2 чоловіків також старших 18 років.
Середній дохід на одне домашнє господарство  становив 148 590 доларів США (медіана — 108 828), а середній дохід на одну сім'ю — 189 296 доларів (медіана — 146 234). Медіана доходів становила 102 313 долари для чоловіків та 67 969 доларів для жінок. За межею бідності перебувало 4,6 % осіб, у тому числі 2,9 % дітей у віці до 18 років та 10,9 % осіб у віці 65 років та старших.
Цивільне працевлаштоване населення становило 6486 осіб. Основні галузі зайнятості: освіта, охорона здоров'я та соціальна допомога — 31,9 %, науковці, спеціалісти, менеджери — 13,7 %, фінанси, страхування та нерухомість — 12,8 %.